# Červené Pečky
Červené Pečky (en allemand : Rothpetschkau) est un bourg (městys) du district de Kolín, dans la région de Bohême-Centrale, en République tchèque. Sa population s'élevait à 2 057 habitants en 2024.

## Géographie
Červené Pečky se trouve à 6 km au nord-est de Kutná Hora, à 6 km au sud de Kolín et à 57 km à l'est-sud-est de Prague.
La commune est limitée par Pašinka, Polepy et Nebovidy au nord, par Libenice à l'est, par Miskovice à l'est et au sud, par Suchdol au sud, et par Ratboř à l'ouest.

## Histoire
La première mention écrite de la localité date de 1333.

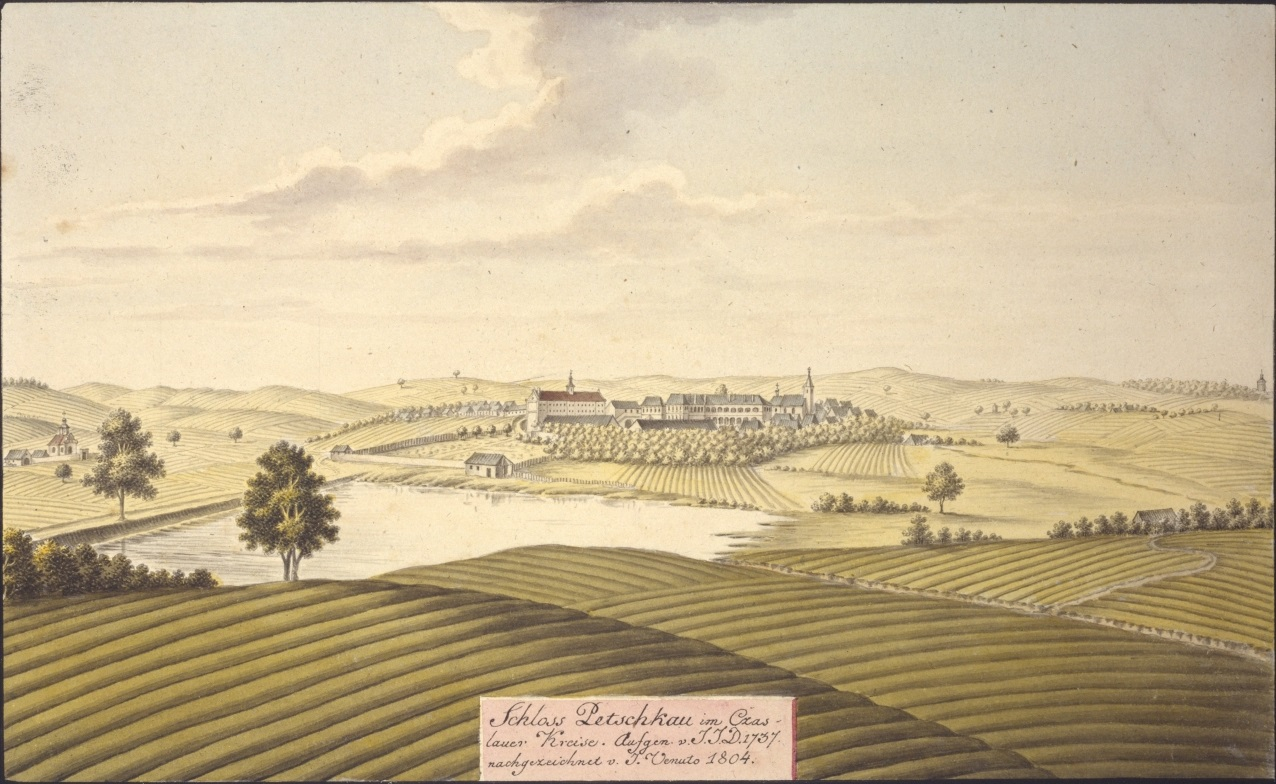
Château de Červené Pečky en 1804 par J. Venuto.

La commune a le statut de městys depuis le 18 octobre 2006.

## Administration
La commune se compose de six sections :
- Červené Pečky
- Bohouňovice I
- Bojiště
- Bořetice
- Dolany
- Opatovice

## Transports
Par la route, Červené Pečky se trouve à 6,5 km de Kutná Hora, à 7 km de Kolín et à 73 km de Prague.